# 駐日インドネシア共和国大使館

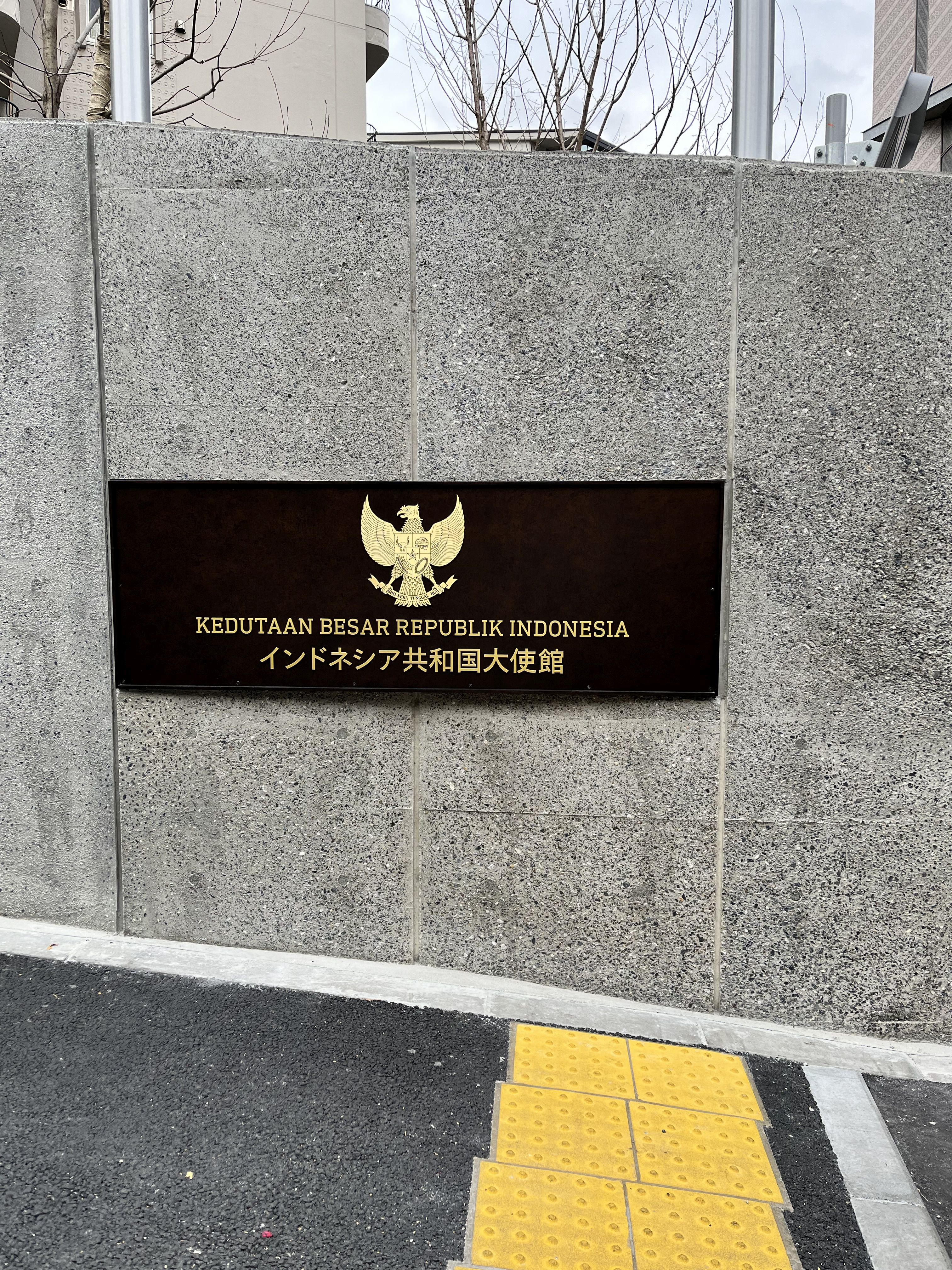
インドネシア大使館表札

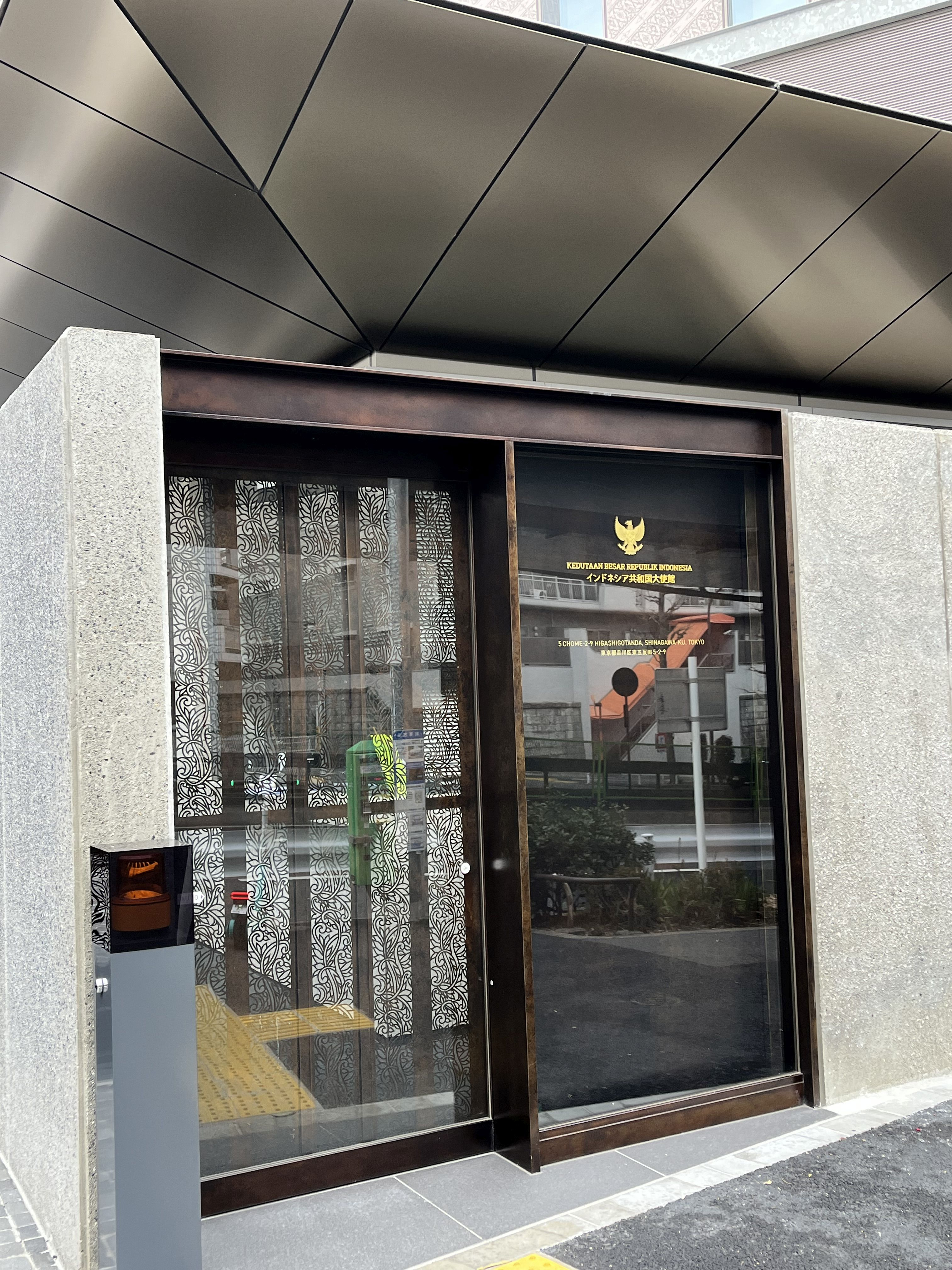
インドネシア大使館正門

駐日インドネシア共和国大使館（ちゅうにちインドネシアたいしかん、インドネシア語: Kedutaan Besar Republik Indonesia untuk Jepang, KBRI Jepang、英語: Embassy of the Republic of Indonesia in Japan）は、インドネシアが日本の首都東京に設置している大使館である。在東京インドネシア共和国大使館（インドネシア語: Kedutaan Besar Republik Indonesia untuk Tokyo, KBRI Tokyo、英語: Embassy of the Republic of Indonesia in Tokyo）とも呼ばれる。

## 所在地
2021年3月から始まった改築が2023年12月に完了し、現在は下記の元の住所にて運営がなされている。改築中の住所は「東京都新宿区四谷四丁目4-1 四谷国際ビル」であった。
| 日本語               | 〒141-0022 東京都品川区東五反田五丁目2-9            |
| インドネシア語・英語 | 5-2-9 Higashi Gotanda, Shinagawa-ku, Tokyo 141-0022 |

## 大使
2020年12月17日より、ヘリ・アフマディが特命全権大使を務めている。

## ギャラリー
以下、改築前の東五反田の大使館である。

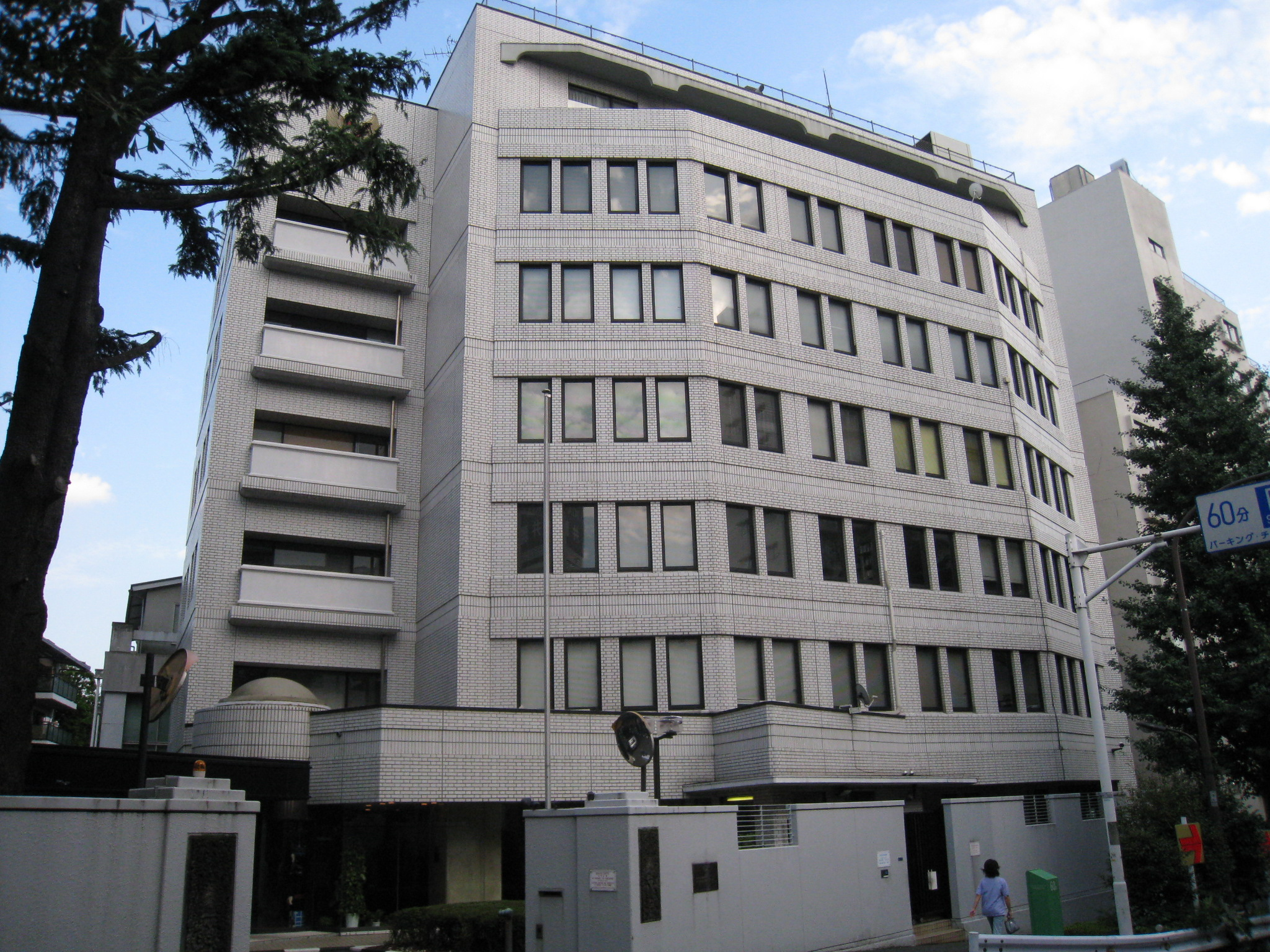
駐日インドネシア大使館の外観
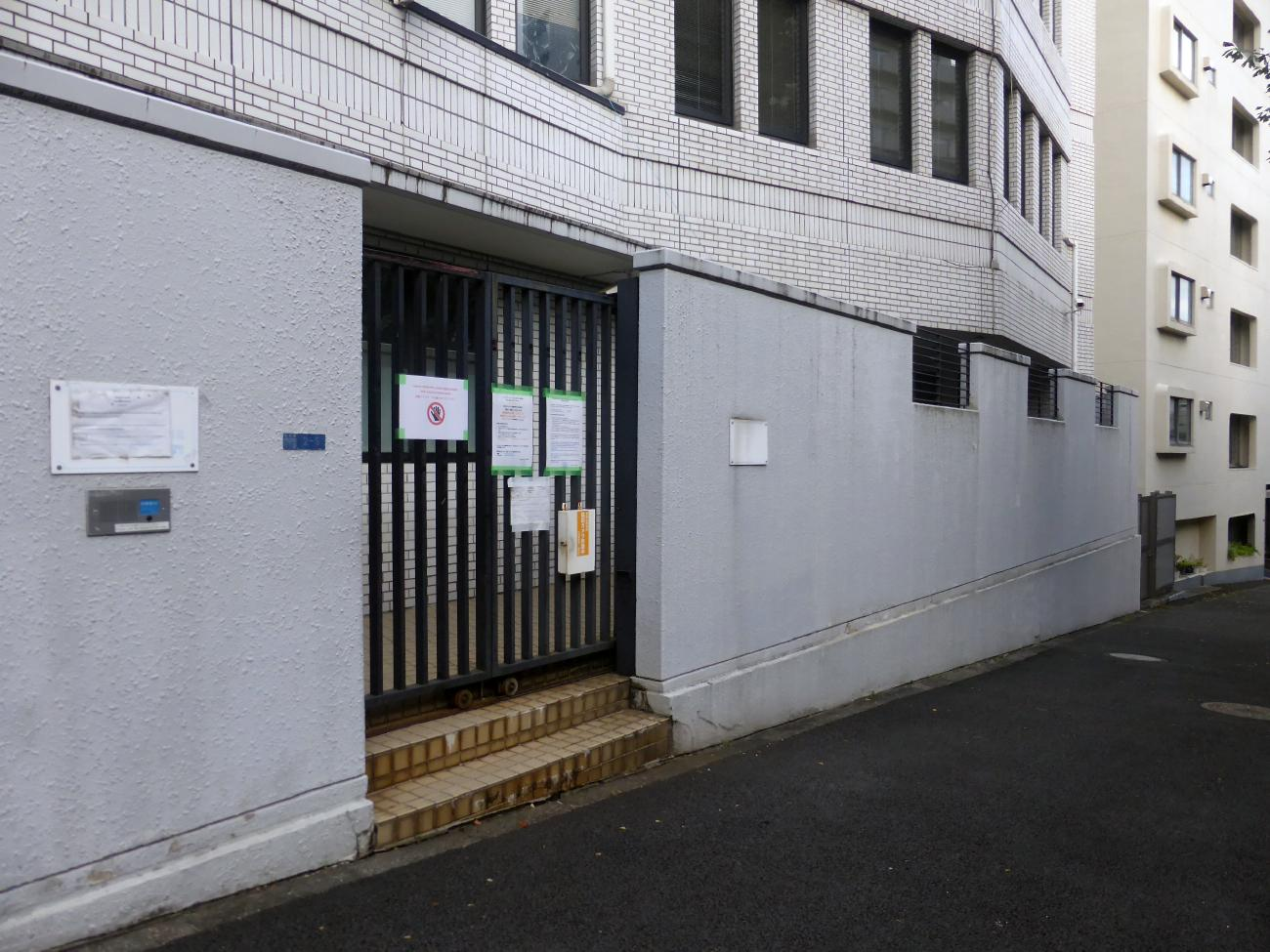
インドネシア大使館正門
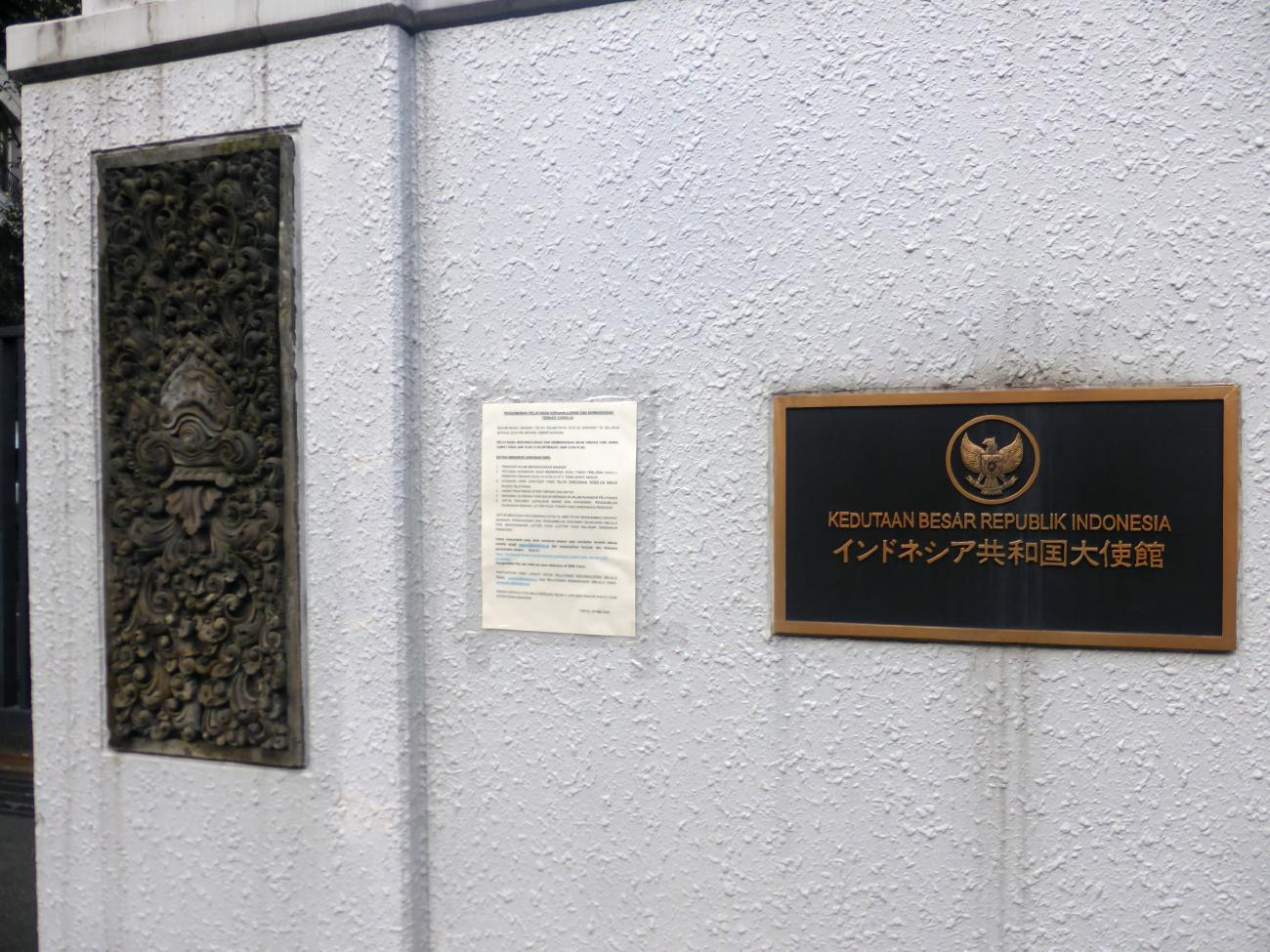
インドネシア大使館表札
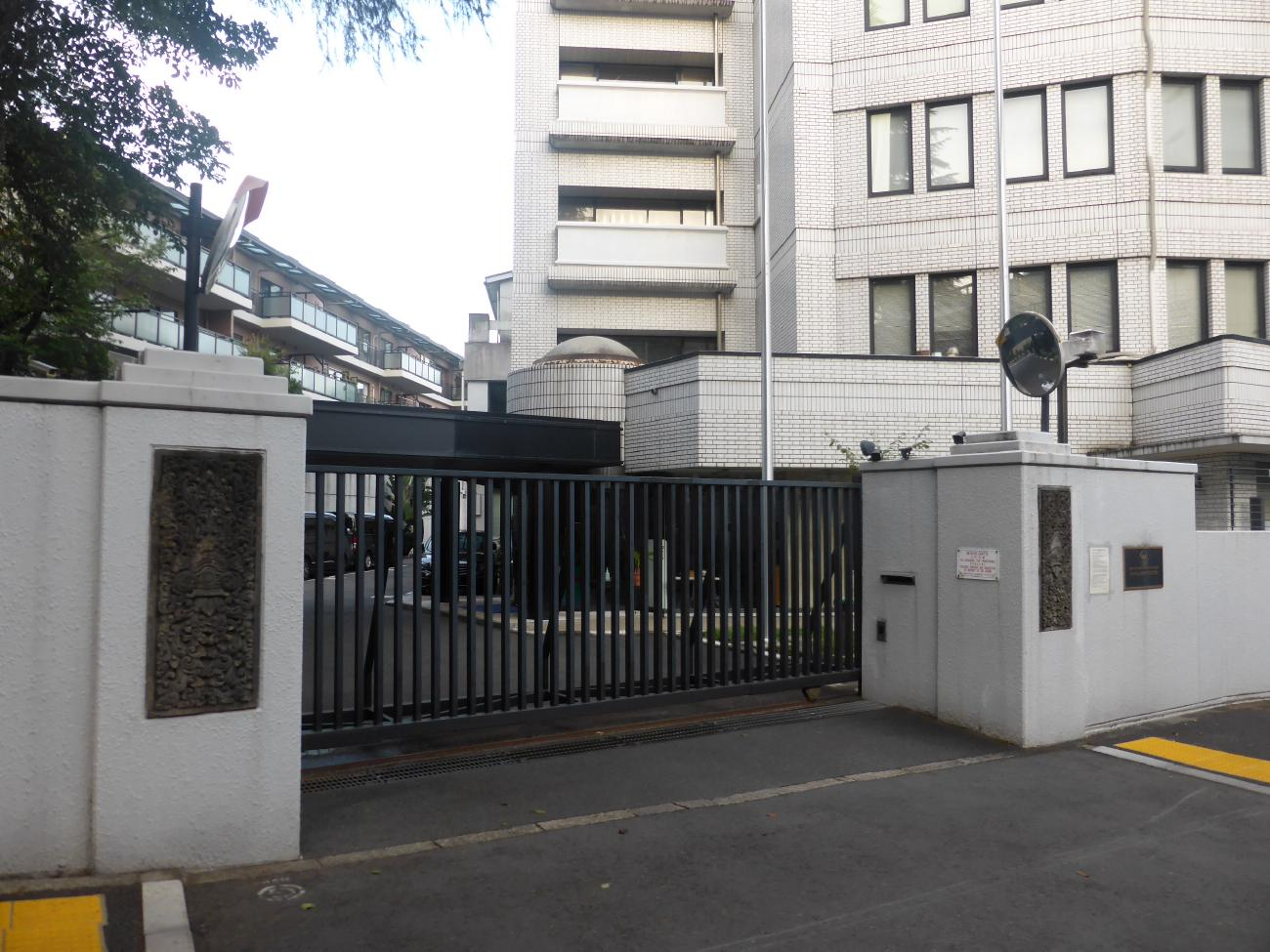
インドネシア大使館車両門